# Festival Premiers Plans d'Angers
Le Festival Premiers Plans d'Angers est un festival de cinéma annuel se tenant à Angers (Maine-et-Loire), en France. Créé en 1989, il a lieu chaque hiver en janvier.
Consacré aux premières œuvres cinématographiques européennes, il met en compétition une centaine de premiers films européens. Les premiers films de jeunes réalisateurs sont ainsi mis en lumière.
Parallèlement à la compétition, il permet de redécouvrir de grandes œuvres du patrimoine cinématographique.

## Présentation
Le Festival Premiers Plans est consacré au cinéma européen. Ses objectifs sont de révéler les nouveaux réalisateurs européens, de faire découvrir l'histoire et le patrimoine du cinéma grâce à des rétrospectives, de mettre en valeur la diversité du cinéma européen, de former un nouveau public, d'accompagner les scénaristes et les réalisateurs,.
Devenu un rendez-vous important du septième art, le festival a permis de révéler plusieurs cinéastes comme Arnaud Desplechin, François Ozon, Mathieu Amalric, Nick Park, Fatih Akin, Matteo Garrone ou Nuri Bilge Ceylan,.
D'une durée de dix jours jusqu'en 2020, la manifestation se déroule sur sept jours à partir de 2021.

## Historique
La première édition de ce festival a lieu en 1989 à l'initiative de son actuel délégué général Claude-Éric Poiroux, fondateur de la salle de cinéma d'art et d'essai Les 400 coups à Angers, et d'un groupe de cinéphiles. L'idée est de créer une manifestation consacrée au cinéma européen alors en pleine expansion,.
À partir de 2011, le festival collabore avec le Beijing First Film Festival (festival du Premier Film de Pékin).
En 2013, il attire près de 70 000 festivaliers,, et un peu plus les deux années suivantes,,,. En 2016, le festival estime ses entrées à plus de 76 000 et plus de 150 000 euros de prix récompensent les films retenus par les jurys ou les spectateurs.

## Au fil des éditions
La 1re édition du festival se déroule pendant dix jours, du 20 au 29 janvier 1989, sous la présidence de Théo Angelopoulos. La manifestation s'organise autour de deux axes : une sélection de premiers films européens en compétition et une programmation de films du patrimoine,.
En 2007, rétrospectives de la filmographie de Pier Paolo Pasolini, sur les documentaires et les films d'animation britanniques.
L'année suivante, rétrospectives de la filmographie d'Alain Resnais, Jeanne Moreau et sur les 20 ans de Premiers Plans.
Rétrospectives en 2009 de la filmographie de Luis Buñuel, sur les longs-métrages américains réalisés par des Européens et sur les cités du futur.
En 2010, hommages à Guillaume Depardieu et à Jacques Baratier, rétrospectives de la filmographie de Jean-Pierre Melville et sur la peur au cinéma.
En 2011, hommages à Isabelle Carré, à Bruno Ganz et à Garri Bardine, rétrospectives de la filmographie de Barbet Schroeder, sur le burlesque au cinéma et sur les films d'après guerre.
L'année suivante, hommages à Jacques Gamblin, à Jorge Semprún et à Alan Clarke, rétrospectives de la filmographie de Jean-Luc Godard et sur la danse au cinéma.
Hommages en 2013 à John Boorman, à Marcello Mastroianni, à Denis Lavant et à Claude Miller, rétrospectives sur le monde du travail au cinéma et sur les 60 ans de la revue mensuelle de cinéma Positif. Le film suédois Eat sleep die, de Gabriela Pichler, obtient le Grand prix du jury.
En 2014, hommage à Robert Bresson, Lars von Trier, Patrice Chéreau, Bo Widerberg et Denis Podalydès, rétrospective sur la Métamorphose. Quelques chiffres de l'édition : le festival réalise 73 000 entrées, dont 25 500 jeunes de moins de 25 ans, 255 films y sont projetés, dont 72 premiers films européens, 24 pays européens y sont représentés, 120 jeunes cinéastes, acteurs, producteurs et scénaristes européens y assistent pour présenter leur premier film, 600 professionnels du cinéma et de l'audiovisuel y sont accrédités,.
En 2015, hommage à Bertrand Blier, Dino Risi, Jiri Barta, focus sur Ruben Östlund, Alice Rohrwacher, et films autour du thème du Secret. Le documentaire roumain Toto et ses sœurs, d'Alexander Nanau, remporte le Grand prix de cette 27e édition du festival.
Plusieurs rétrospectives sont présentées à l'édition 2016 de Premiers Plans pour permettre de faire redécouvrir des œuvres du cinéma européen. Une rétrospective de la carrière cinématographique du comédien franco-britannique Michael Lonsdale, invité du festival, est l'occasion d'évoquer ses soixante ans de carrière.
Une centaine de premiers longs et courts métrages sont projetés en janvier 2017 dans plusieurs lieux de la ville, notamment au cinéma des 400 Coups et au Grand Théâtre. Les réalisateurs belges Jean-Pierre et Luc Dardenne en sont les invités d'honneur. Un prix Jean-Claude Brialy est créé à l'occasion du dixième anniversaire de la mort de l'acteur pour récompenser un long métrage français, et un autre prix est décerné par la fondation Visio pour développer l'accessibilité des films aux personnes aveugles et malvoyantes. Le film de l'Islandais Gudmundur Arnar Gudmundsson, Heartstone, remporte trois prix lors du festival : le Grand prix du jury, Le Prix du public et le Prix Saftas-Erasmus dans la catégorie des longs métrages européens. Il est le long-métrage le plus primé du palmarès 2017,,,,. Plus d'une vingtaine de cinéastes découverts à la manifestation cinématographique angevine sont à l'affiche du festival de Cannes 2017.
Quatre longs métrages sont distingués au festival de cinéma 2018 présidé par Catherine Deneuve : Tesnota, une vie à l'étroit de Kantemir Balagov, Winter Brothers de Hlynur Pálmason, Strimholov de Marina Stepanska et Jusqu'à la garde de Xavier Legrand. Ce 30e festival des premiers films européens enregistre 85 000 entrées.
L'édition 2019 du festival angevin prime 21 films de réalisateurs européens, dont pour les longs métrages Comme si de rien n'était d'Éva Tröbisch (Allemagne), Ceux qui travaillent d'Antoine Russbach (Suisse, Belgique), Cutterhead de Rasmus Kloster Bro (Danemark) et Light as Feathers d'Erik Walny (Pays-Bas).
Près de 100 premiers films sont projetés durant le rendez-vous du cinéma européen 2020 à Angers, pendant dix jours du 17 au 26 janvier, sous les présidences de Juliette Binoche, pour le jury des longs métrages, et de Claude Barras, pour le jury des courts métrages. Cinq longs-métrages sur les huit présentés en compétition sont l'œuvre de réalisatrices. Pour les longs métrages, le Grand prix du jury est décerné à Oray de Mehmet Akif Büyükatalay (Allemagne), pour les Courts-métrages européens, le Grand prix du jury est décerné à Acid Rain, de Tomek Popakul (Pologne), pour les courts-métrages français, le Grand prix du jury est décerné à Champs de bosses d'Anne Brouillet et pour les courts-métrages d'animation le Grand prix du jury est décerné à Riviera de Jonas Schloesing (France). Le film du réalisateur italien Filippo Meneghetti, présenté à cette édition de Premiers plans, représente la France l'année suivante aux Oscars,,,.
La 33e édition du festival des premiers films européens se tient durant sept jours, du 25 au 31 janvier 2021, et pour la première fois sans projection en public en raison du contexte sanitaire lié à la pandémie de Covid-19 ; les projections en salles étant interdites comme les rencontres avec les acteurs et les réalisateurs. Le festival propose des séances virtuelles pour les films en compétition, en partenariat avec la salle de cinéma virtuelle La Vingt-Cinquième Heure,. Une rétrospective est consacrée à la cinéaste belge Chantal Akerman. Le Grand prix du jury est décerné à Ibrahim, film de Samir Guesmi (France), et le Grand prix du jury des courts métrages européens à Stayng, film de Zita Bowes (Royaume-Uni).
En raison des conditions sanitaires liées à la pandémie de Covid-19, des jauges maximales sont fixées à 2 000 personnes pour le grand rendez-vous angevin de janvier 2022 qui se déroule dans quatre lieux de la ville : le centre de congrès, le Grand-théâtre, les 400 coups et le Pathé. Sous le ciel de Koutaïssi d'Alexandre Koberidze (Géorgie) reçoit le Grand prix du jury des longs-métrages et Haut les cœurs d'Adrian Moyse Dullin (France) le Grand prix du jury des courts-métrages, en conclusion de cette édition qui totalise 40 000 entrées,,.

## Personnalités du festival

### Le comité de parrainage
En 2014, le comité de parrainage est composé de Fanny Ardant, Dominique Besnehard, Pierre Bouteiller, Patrice Chéreau, décédé le 7 octobre de cette même année, Jérôme Clément, Gérard Depardieu, Christophe Girard, Alain Rocca et Hélène Vincent. En 2015, ils se compose de Fanny Ardant, Hélène Vincent, Dominique Besnehard, Pierre Bouteiller, Gérard Depardieu, Christophe Girard, Alain Rocca, ainsi que l'année suivante.

### Les présidents du jury
Liste des présidents du jury du festival Premiers Plans :
- 1989 : Theo Angelopoulos[17] ;
- 1990 : Henri Alekan ;
- 1991 : Vojtěch Jasný ;
- 1992 : André Téchiné ;
- 1993 : Jane Birkin ;
- 1994 : Andrzej Żuławski ;
- 1995 : Bertrand Tavernier ;
- 1996 : Freddy Buache ;
- 1997 : Agnieszka Holland ;
- 1998 : Claude Chabrol ;
- 1999 : Lucian Pintilie ;
- 2000 : Agnès Varda ;
- 2001 : Pavel Lounguine ;
- 2002 : Nathalie Baye ;
- 2003 : Jeanne Moreau[47] ;
- 2004 : Benoît Jacquot, avec comme vice-présidente Ornella Muti ;
- 2005 : Jacqueline Bisset et Claude Miller ;
- 2006 : Radu Mihaileanu ;
- 2007 : Abderrahmane Sissako ;
- 2008 : Sandrine Bonnaire ;
- 2009 : Claire Denis, président du jury longs métrages, et Raoul Servais, président du jury courts métrages ;
- 2010 : Lucas Belvaux, président du jury longs métrages, et Matthias Luthardt, président du jury courts métrages ;
- 2011 : Robert Guédiguian, président du jury longs métrages, et Tonie Marshall, président du jury courts métrages ;
- 2012 : Christophe Honoré, président du jury longs métrages, et Mathieu Demy, président du jury courts métrages ;
- 2013 : Noémie Lvovsky, présidente du jury longs métrages, et Fabienne Godet, présidente du jury courts métrages[9],[48] ;
- 2014 : Catherine Corsini, présidente du jury de la compétition officielle[3],[49] ;
- 2015 : Laurent Cantet, président du jury des longs métrages, et Jiri Barta, président des courts métrages[50] ;
- 2016 : Arnaud Desplechin, président du jury des longs métrages ainsi que Lætitia Casta en vice-présidente, et Dyana Gaye, présidente des courts métrages[46] ;
- 2017 : Lambert Wilson, président du jury des longs métrages[51] et Laurent Larivière président du jury courts métrages ;
- 2018 : Catherine Deneuve, présidente du jury des longs métrages[31] ;
- 2019 : Cédric Kahn, président du jury des longs métrages, et Michael Dudok de Wit, président du jury des courts métrages[33] ;
- 2020 : Juliette Binoche, présidente du jury des longs métrages, et Claude Barras, président du jury des courts métrages[34] ;
- 2021 : Pierre Salvadori, président du jury[52] ;
- 2022 : Melvil Poupaud, président du jury des longs métrages, et Chloé Mazlo, présidente du jury des courts métrages[53].
- 2023 : Mia Hansen-Løve, présidente du jury des longs métrages, Samir Guesmi, président du jury des courts métrages et Vincent Le Port, président du jury Diagonales.
- 2024 : Robin Campillo, président du jury des longs métrages[54].
- 2025 : Nicole Garcia, présidente du jury des longs métrages[55]. Erwan Le Duc, président du jury des courts métrages.

### Jeanne Moreau, fidèle du festival

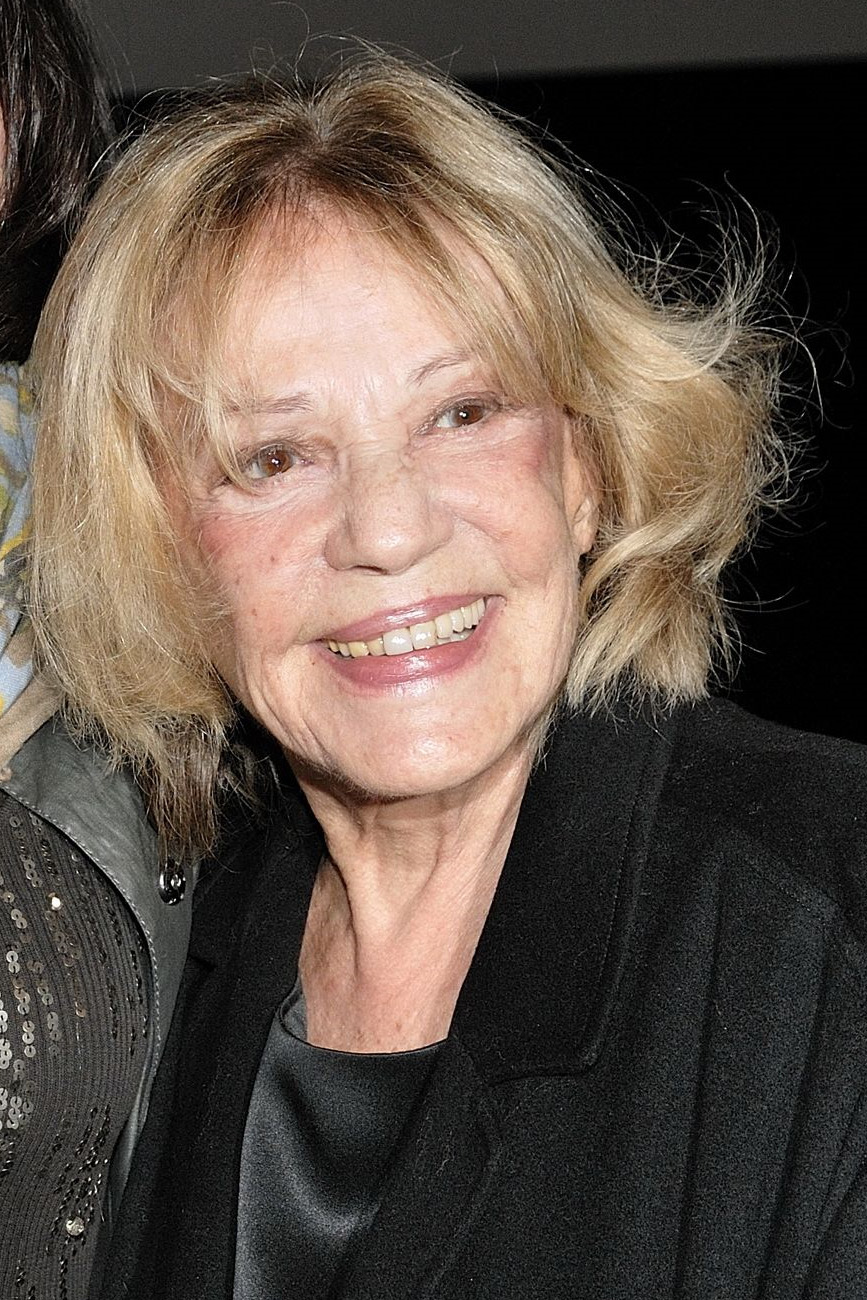
Jeanne Moreau en 2009

Jeanne Moreau, présidente du jury en janvier 2003, est devenue une habituée du festival. Elle revient chaque année pour rencontrer et soutenir les jeunes réalisateurs, et s'investir dans les hommages rendus.
Marraine du festival, elle a créé en 2005 les Ateliers d'Angers, à destination des jeunes cinéastes européens qui se préparent à réaliser leur premier long métrage.

## Sélection officielle et prix
La sélection officielle des films en concurrence est répartie en six catégories :
- premiers longs métrages européens ;
- Diagonales ;
- premiers courts métrages européens ;
- premiers courts métrages français ;
- films d'écoles européens ;
- plans animés
- chenaplans

Dans chacune de ces catégories, plusieurs prix sont décernés :
- le prix du jury ;
- le prix du public ;
- un ou plusieurs prix offerts par des partenaires du festival.

Selon les années et les partenaires, d'autres catégories et prix associés viennent compléter cette liste.

## Autour du festival
L'association Premiers Plans élargie ses activités en 2001 avec deux dispositifs d'éducation à l'image (Passeurs d'images en Pays de la Loire et Lycéens et apprentis au cinéma), puis en 2005 avec la création des Ateliers d'Angers.

### Ateliers d'Angers
Jeanne Moreau est à l'initiative des Ateliers d'Angers, créés en 2005. Chaque année les ateliers accueillent une vingtaine de jeune réalisateurs européens. L'objectif est d'apporter un soutien au moment de leur passage du court métrage à leur premier long métrage de fiction. Une partie du programme est accessible à un public d'auditeurs libres.
La première année des « Ateliers », Jeanne Moreau assure elle-même la direction artistique des Ateliers, épaulée par le cinéaste polonais Krzysztof Zanussi et les réalisateurs belges Luc et Jean-Pierre Dardenne.
Se succèdent ensuite les réalisateurs Lucas Belvaux, Faouzi Bensaïdi, Pascale Ferran, Claude Miller, François Ozon, Marc Recha, Olivier Ducastel, Lionel Baier, etc.
En avril 2014, une réalisation des Ateliers Jeanne Moreau est annoncée en ouverture de la sélection officielle Un certain regard du Festival de Cannes.

### Passeurs d'images
Passeurs d'images est un dispositif national d'éducation à l'image, coordonné pour la région Pays de la Loire par l'association Premiers plans avec la Direction régionale des affaires culturelles (DRAC),.
Il vise les populations éloignées des pratiques cinématographiques, notamment les adolescents. Passeurs d'images c'est :
- des ateliers de pratique, de la sensibilisation à la réalisation, encadrés par des professionnels du cinéma ;
- des projections en salle, suivies d'échanges avec les réalisateurs ;
- des séances en plein air, dans les quartiers ;
- des actions régionales de formation et de rencontre, comme en 2013 la 3e rencontre interrégionale Passeurs d'images Poitou-Charentes, Centre et Pays de la Loire, à l'Abbaye de Fontevraud[61],[62].

### Lycéens et apprentis au cinéma
L'association Premiers Plans coordonne également le dispositif national « Lycéens et apprentis au cinéma », dans la région Pays de la Loire.
Ce dispositif d'éducation au cinéma est destiné aux élèves des lycées et des centres de formation des apprentis. Il s'appuie sur le volontariat des élèves et des enseignants, et sur un partenariat avec de nombreuses salles de cinéma.

## Fonctionnement

### Administration
En 2014, Yves-Gérard Branger est le président de l'association Premiers Plans, Jérôme Clément le président du festival et Claude-Éric Poiroux le délégué général et le directeur artistique,. L'année suivante, Jean-Michel Claude succède à Yves-Gérard Branger comme président de l'association. En 2016 et 2017, Jérôme Clément est le président du festival, Jean-Michel Claude le président de l'association, et Claude-Éric Poiroux le directeur général et directeur artistique,.
À l'édition 2021 du festival, Claude-Éric Poiroux en est le directeur, Jérôme Clément le président du festival et Jean-Michel Claude le président de l'association Premiers Plans. L'année suivante, Claude-Éric Poiroux en est le délégué général et directeur artistique, Jérôme Clément toujours le président du festival et Louis Mathieu le président de l'association,,.

### Finances et partenariats
Quelques partenaires 2014 du festival : La fondation Groupama Gan pour le Cinéma, le conseil régional des Pays de la Loire, le conseil général de Maine-et-Loire, le ministère de la Culture, le centre national de la cinématographie, la Drac des Pays de la Loire, la ville d'Angers, la Sacem, le SACD, l'Adami.